# Maslenica
Maslenica je naselje na Hrvaškem, ki upravno spada pod občino Jasenice Zadrske županije.
Maslenica naselje in istoimenski zaliv z majhnim pristanom leži na obali Novigradskega morja na vhodu v Novigradsko ždrilo. Okoli naselja so lepe plaže in stoletni  
oljčni nasadi.  Zahodno od naselja je bil leta 1961, na državni cesti D8 (imenovani tudi Jadranska magistrala), zgrajen 315 m dolg Maslenički most. Tu se z Jadransko magistralo združi cesta Karlovec-Gračac-Zaton Obrovački-Maslenica. Most so Srbi v agresiji na Hrvaško 21. novebra 1991 porušili. Novi most je bil zgrajen leta 1995.